# Ranger 8
Ranger 8 va ser una sonda espacial lunar estatunidenca llançada per la NASA a principis de la dècada de 1960 per obtenir les primeres imatges de primer de la superfície de la Lluna. Aquestes imatges van ajudar a seleccionar llocs d'aterratgeper per a les missions Apollo i es van utilitzar per a estudis científics. Durant la seva missió de 1965, Ranger 8 va transmetre 7.137 fotografies de la superfície lunar abans que s'estavellés a la Lluna com estava previst. Aquesta va ser la segona missió reeixida del programa Ranger, després del Ranger 7. El disseny i propòsit del Ranger 8 eren molt similars al Ranger 7. Les seves sis càmeres de televisió vidicon: dos full scan i quatre scan parcials. El seu únic propòsit era documentar la superfície de la Lluna.